# 1988 RD1
1988 RD1 är en asteroid i huvudbältet som upptäcktes den 9 september 1988 av den danska astronomen Poul Jensen vid Brorfelde-observatoriet.
Asteroiden har en diameter på ungefär 10 kilometer och den tillhör asteroidgruppen Eos.